# HIP 78530 b
HIP 78530 b est une exoplanète dans la constellation du Scorpion découverte le 24 janvier 2011.

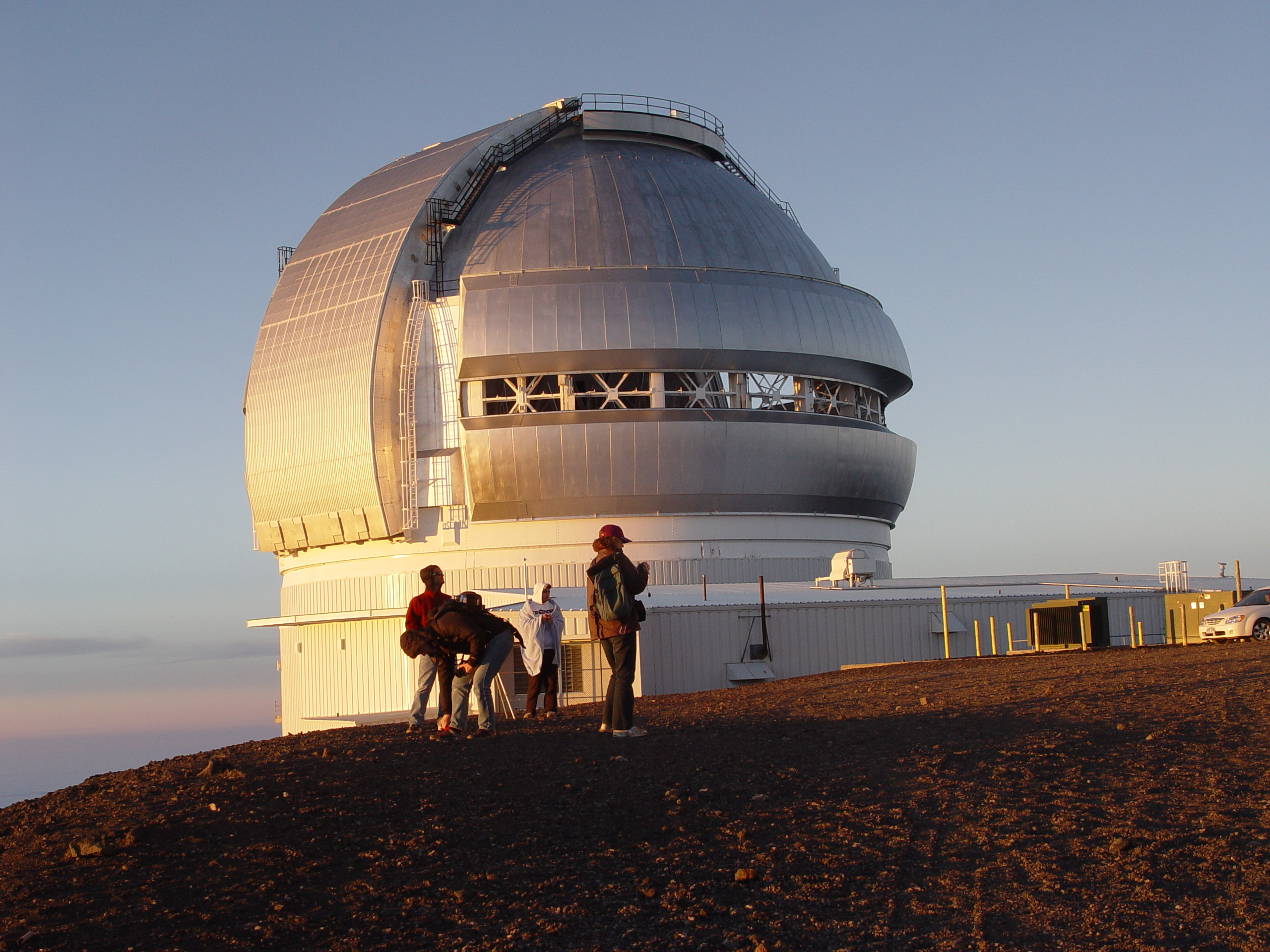
L'observatoire Gemini North est le site où HIP 78530 b a été découverte.

## Planètes du système HIP 78530
| Planète     | Masse      | Demi-grand axe (ua) | Période orbitale (jours) | Excentricité | Inclinaison | Rayon          |
| ----------- | ---------- | ------------------- | ------------------------ | ------------ | ----------- | -------------- |
| HIP 78530 b | 28 ± 10 MJ | 710 ± 60            |                          |              |             | 1,83 ± 0,16 RJ |